# Gaius Atilius Serranus (Konsul 120)
Gaius Atilius Serranus war ein im 2. Jahrhundert n. Chr. lebender römischer Politiker.
Durch Militärdiplome, die auf den 19. Oktober 120 datiert sind, ist belegt, dass Serranus 120 zusammen mit Gaius Arminius Gallus Suffektkonsul war.